# پائولو فریره
پائولو فریره (۱۹ سپتامبر ۱۹۲۱–۲ می ۱۹۹۵)، نظریه‌پرداز علوم پرورشی انتقادی، فیلسوف تربیتی و آموزگار برزیلی بود. او بیشتر به واسطهٔ نوشتن کتابِ تأثیرگذارِ آموزش ستم‌دیدگان شهرت یافت که به عنوان یکی از متون پایه در تعلیم و تربیت انتقادی شناخته می‌شود.

## زندگی

### دوران کودکی
فریره در ۱۹ سپتامبر ۱۹۲۱ در خانواده‌ای متوسط در رسیف برزیل به دنیا آمد. با توجه به رکود اقتصادی شدید سال‌های دههٔ ۱۹۳۰، فریره از همان دوران با فقر و گرسنگی آشنا شد. در سال ۱۹۳۱ به همراه خانواده به شهر ژاپوآتودوس گواراراپس مهاجرت کردند که کمی ارزان‌تر بود و در سال ۱۹۳۴ پدر فریره در گذشت. او پیش از رفتن به مدرسه، خواندن و نوشتن را نزد پدر و مادرش در خانه آموخت. نحوهٔ آموزش آن‌ها به صورت یک بازی بود که کلمات را با تکه چوبی بر روی زمین می‌نوشتند و به این ترتیب او خواندن و نوشتن را با کلماتی فرا گرفت که مربوط زندگی کودکانهٔ خودش بود. این روش آموزش بعدها بر روش آموزشی فریره برای بزرگسالان تأثیر گذاشت.

### دوران کاری در برزیل
پس از اتمام مدرسه، فریره شروع به آموختن فلسفه و روانشناسی زبان کرد و در سال ۱۹۴۳ در دانشکدهٔ حقوق دانشگاه پرنامبوکو مشغول به تحصیل شد.
او در کنار تحصیل، به عنوان معلم، به دانش‌آموزان زبان پرتغالی درس می‌داد. در همین زمان بود که با آموزگاری به نام الزا مایاکوستا د الیویرا آشنا شد و در سال ۱۹۴۴ با او ازدواج کرد. حاصل ازدواج آن‌ها پنج فرزند به نام‌های ماریا مادالنا، ماریا کریستینا، ماریا د فاتیما، یوآخیم و لوتگاردس بود که هر سه دختر او مانند پدر و مادرشان آموزگار شدند.
از سال ۱۹۴۷ تا ۱۹۵۷ به مدت ۱۰ سال، فریره در شعبهٔ محلی مرکز خدمات رفاهی بخش صنعت در پرنامبوکو مشغول به کار شد. در طول این مدت او برنامهٔ آموزشی عمومی بزرگسالان را برای طبقهٔ کارگر تدوین کرد.
پائولو فریره در سال ۱۹۵۹ از رسالهٔ دکتری خود با عنوان آموزش و برزیل کنونی دفاع کرد و به عنوان استاد در دانشگاه پرنامبوکو مشغول به تدریس شد. او در رسالهٔ دکتری خود از آرای جان دیویی و آنتون ماکارنکو استفاده کرده بود و تجربیات سالیانِ خود را هم به آن اضافه کرده بود.
در سال ۱۹۶۰ فریره، جنبش فرهنگ عمومی را پایه‌ریزی کرد و در همین سال از سوی شهردار رسیف به سمت ریاست بخش فرهنگ و بازسازی گمارده شد. در سال ۱۹۶۳ او رئیس ترویج فرهنگِ دانشگاه رسیف شد؛ جایی که به هزاران کشاورز ساکن شمال‌شرقی برزیل خواندن و نوشتن می‌آموخت.
اولین باری که فریره توانست تئوری‌هایش را در عرصه عمومی به نمایش بگذارد، برنامه‌ای بود که در سال ۱۹۶۲ با عنوان پابرهنه‌ها هم می‌توانند بخوانند اجرا شد و فریره راهبری آن را بر عهده داشت. در این برنامه فریره و همکارانش در حین تشکیل حلقه‌های فرهنگی برای کارگران نیشکر، که در آن‌ها کارگران به تحلیل انتقادی واقعیت‌های اجتماعی خود می‌پرداختند، خواندن و نوشتن یاد دادند. آن‌ها در این برنامه موفق شدند طی ۴۵ روز به ۳۰۰ کارگر خواندن و نوشتن بیاموزند که این امر شگفتی همگان را برانگیخت.
پس از نتایج شگفت‌انگیز کارهای فریره، دولت برزیل از تشکیل حلقه‌های فرهنگی فریره حمایت کرد و خود او را به ریاست کمیتهٔ ملی فرهنگ عمومی منصوب کرد.

### سال‌های تبعید
فعالیت‌های فریره در سال ۱۹۶۴ با کودتایی که نظامیان علیه دولت وقت انجام دادند متوقف شد. کودتاچیان به فریره اتهام براندازی نسبت دادند و او دو بار بازداشت شد. در ادامه او مجبور به ترک کشور شد و پس از اقامت کوتاهی در بولیوی به شیلی رفت و ۵ سال در آن‌جا ماند. در این مدت او پستی در دانشگاه سانتیاگو گرفت و در آن‌جا هم به گسترش آموزش برای کارگران پرداخت.
در شیلی بود که فریره با اندیشه‌های مارکسیستی آشنا شد و کتاب‌های آموزش و تمرین آزادی و آموزش ستم‌دیدگان را نوشت.
در سال ۱۹۶۹ فریره، بعد از این که دعوتنامه‌هایی از دانشگاه هاروارد در آمریکا و مجمع جهانی کلیساها در سوئیس دریافت کرد، یک سال به هاروارد رفت و پس از آن آمریکا را به مقصد ژنو ترک کرد.
دوران حضور فریره در آمریکا مصادف بود با جنبش حقوق مدنی آمریکا و اعتراضات علیه جنگ ویتنام. مشاهدهٔ وضعیت موجود در آمریکا باعث شد تا مسائل مربوط به جنسیت و نژاد به اندیشه‌های فریره که بیشتر بر پایهٔ تحلیل طبقاتی بود، راه یابند. در همین دوران بود که فریره با ایوان ایلیچ، نویسندهٔ کتاب جامعهٔ بدون مدرسه، آشنا شد.
در دههٔ ۷۰ میلادی، فریره دیده‌بانِ آموزشِ مجمع جهانی کلیساها در ژنو بود. این جایگاه سبب شد که او به کشورهای زیادی در آسیا، آفریقا، اروپا، آمریکای شمالی، کشورهای حوزهٔ بالتیک، آمریکای لاتین و استرالیا سفر کند. در همین مدت بود که او کتاب آموزش در جریان پیشرفت را در ارتباط با سوادآموزی بزرگسالان در گینه بیسائو منتشر کرد.

### بازگشت به برزیل
فریره در سال ۱۹۸۰ بعد از ۱۵ سال تبعید به برزیل بازگشت، عضو حزب کارگران برزیل شد و پروژهٔ سوادآموزی حزب را به مدت ۶ سال راهبری کرد. در سال ۱۹۸۸ که حزب کارگران کرسی شهرداری سائو پائولو را به دست آورد، فریره را به عنوان مسؤول آموزش سائوپائولو انتخاب کردند.
شاید زاینده‌ترین اندیشه او در این جمله خلاصه می‌شود:آموزش عملی سیاسی است. برای فریره آموزش همیشه درگیر روابط اجتماعی و در نتیجه الزاماً در بر گیرنده گزینه‌های سیاسی است. او تأکید می‌کند که طرح پرسش‌هایی مانند چه؟، چرا؟، چگونه؟، برای چه؟، برای که؟ در هر طرح آموزشی از مرکزیت برخوردار است.
در میانهٔ دههٔ ۱۹۸۰ الزا، همسر فریره، فوت کرد و او در سال ۱۹۸۸ با آنا ماریا آروجو ازدواج کرد.
فریره از زمان بازگشت به برزیل، کتاب‌های زیادی نوشت به‌طوری‌که تعداد کتاب‌هایی که او در ۱۷ سال پایانی عمرش نوشت، بیشتر از هفت دههٔ اولیهٔ زندگیش بوده‌است.
در نهایت پائولو فریره در سال ۱۹۹۷ بر اثر نارسایی قلبی در گذشت.

## علوم پرورشی
چیزی تحت عنوان یک فرایند آموزشی بیطرفانه وجود ندارد. آموزش یا به عنوان ابزاری که برای تسهیل ادغام نسل‌ها در منطق نظام کنونی مورد استفاده قرار می‌گیرد و انطباق با آن را به همراه می‌آورد عمل می‌کند، یا به «تمرین آزادی» بدل می‌شود، ابزاری که زنان و مردان با آن به‌طور انتقادی با واقعیت مواجه می‌شوند و کشف می‌کنند که چگونه در دگرگونی جهانشان مشارکت کنند.
— Jane Thompson, drawing on Paulo Freire
مشارکت پائولو فریره فلسفه آموزشی بود که رویکردهای ریشه داشته در متفکران کلاسیک مانند افلاطون و مدرن مانند مارکسیسم، پسامارکسیسم، و امپریالیسم‌ستیزی را ترکیب می‌کرد. تعلیم و تربیت ستم دیدگان (۱۹۶۸) او را می‌توان چون ادامه یا پاسخی به دوزخیان روی زمین (۱۹۶۱) فرانتس فانون، که بر نیاز بومیان به آموزشی تأکید می‌کرد که به‌طور همزمان نو و مدرن، و نه سنتی، و ضد استعماری- نه صرفاً ادامه فرهنگ استعماری باشد- دانست. فریره انقلاب فرهنگی معاصر چین را نمونه ای از فکر کنش فرهنگی خود می‌دانست و نوآوری‌های مائو تسه‌تونگ در پراکسیس و فلسفه مارکسیستی را می‌ستود.